# Autódromo Roberto Mouras

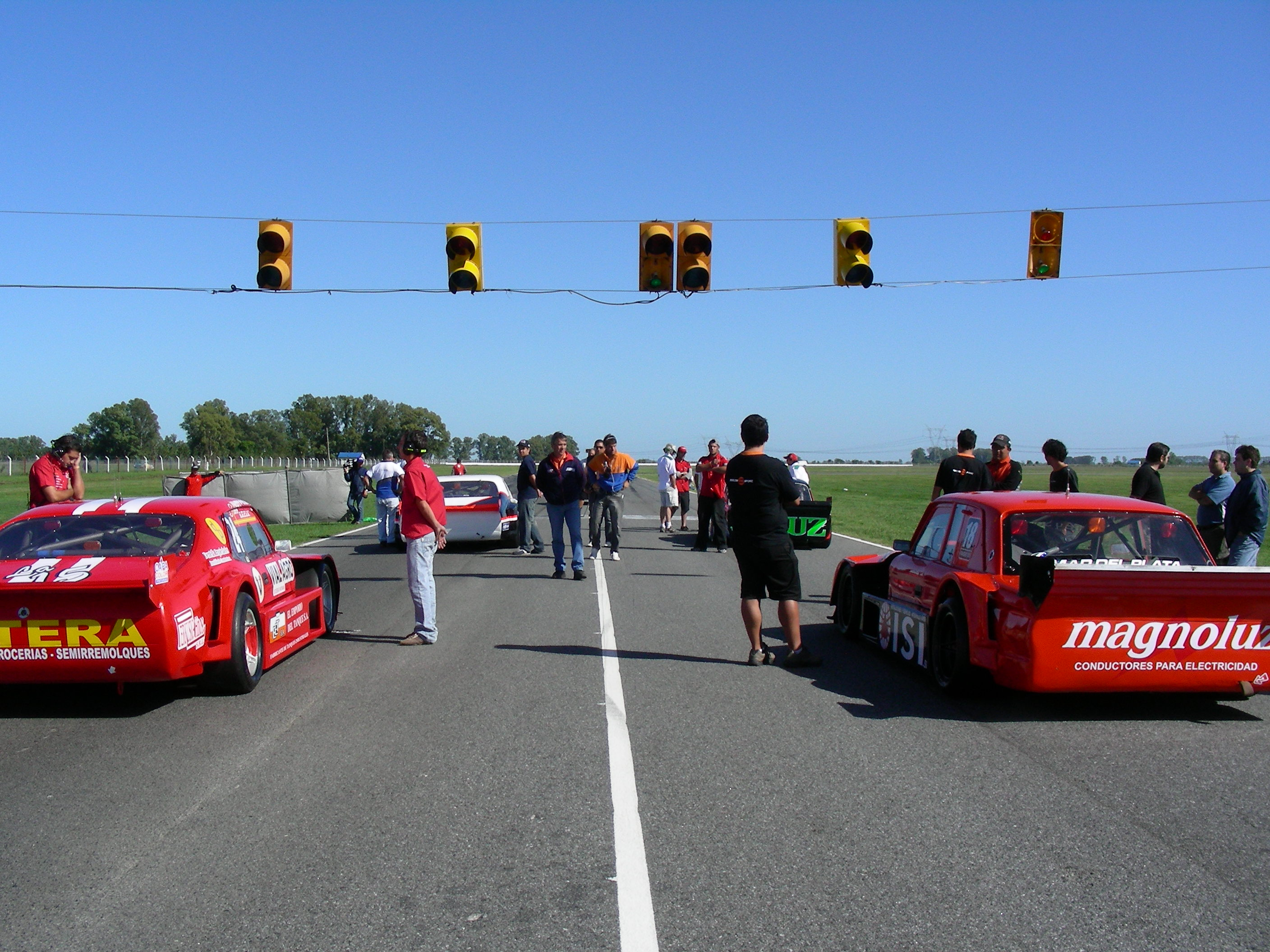
Largada TC Mouras

El Autódromo Roberto Mouras, es un autódromo, creado por la Fundación Autódromo Ciudad de La Plata. Ubicado en el ejido municipal de La Plata, en el kilómetro 49 de la Autovía Juan Manuel Fangio (R2), a 28 km del centro de dicha ciudad, capital de la Provincia de Buenos Aires, Argentina. La última inversión en seguridad del trazado se remonta al año de su inauguración.

## Historia
Fue inaugurado el 20 de octubre de 1996 con una carrera de Turismo Carretera que ganó Emilio Satriano. Se lo bautizó con el nombre de Roberto Mouras, en honor al triple campeón argentino de Turismo Carretera. 
Se desarrollan principalmente carreras de las categorías que dependen de la ACTC así como también de otras categorías formativas y regionales.
El Turismo Competición 2000 se presentó en dos oportunidades. La primera en 1996 y la segunda en 2011 cuando se disputaron los 200 km de Buenos Aires.
El 10 de diciembre de 2017 tuvo la presentación oficial de la categoría TC Pick Up con una exhibición. La competencia inaugural fue el 23 de septiembre de 2018 siendo Guillermo Ortelli su primer ganador con una Nissan Frontier.
Luego de estar ausente en el calendario del Turismo Carretera durante los años 2018 y 2019, el autódromo recibió en 2020 a la máxima categoría y en tres oportunidades, luego de lo que fue la paralización de actividades deportivas en todo el territorio argentino, como consecuencia de la cuarentena establecida a causa de la pandemia por COVID-19 ingresada al país desde marzo de ese año.

## Longitud
El trazado cuenta con una longitud de 4.265 m y un ancho de pista de 12 m. El récord con esa distancia lo ostenta Gastón Mazzacane con 1'26s.564 a un promedio de 177.372 km/h. Fue marcado el 3 de diciembre de 2016 con motivo de la 16º fecha del calendario de Turismo Carretera. 
Tiene como opciones, la variante con chicana y el circuito chico. Su sentido de giro es horario.

## Ganadores

### Turismo Carretera
| Fecha                   | Ganador            | Marca            |
| ----------------------- | ------------------ | ---------------- |
| 20 de octubre de 1996   | Emilio Satriano    | Chevrolet Chevy  |
| 17 de noviembre de 1996 | Ernesto Bessone II | Ford Falcon      |
| 23 de marzo de 1997     | Fabián Acuña       | Chevrolet Chevy  |
| 30 de noviembre de 1997 | Omar Martínez      | Ford Falcon      |
| 22 de marzo de 1998     | Fabián Acuña       | Chevrolet Chevy  |
| 23 de agosto de 1998    | Juan Manuel Silva  | Ford Falcon      |
| 22 de noviembre de 1998 | Ernesto Bessone II | Dodge Cherokee   |
| 18 de abril de 1999     | Omar Martínez      | Ford Falcon      |
| 15 de agosto de 1999    | Marcos Di Palma    | Chevrolet Chevy  |
| 26 de marzo de 2000     | Ernesto Bessone II | Dodge Cherokee   |
| 1 de abril de 2001      | Marcos Di Palma    | Chevrolet Chevy  |
| 7 de octubre de 2001    | Omar Martínez      | Ford Falcon      |
| 7 de abril de 2002      | Marcos Di Palma    | Chevrolet Chevy  |
| 30 de marzo de 2003     | Diego Aventin      | Ford Falcon      |
| 19 de octubre de 2003   | Fabián Acuña       | Ford Falcon      |
| 21 de marzo de 2004     | Emanuel Moriatis   | Ford Falcon      |
| 7 de noviembre de 2004  | Norberto Fontana   | Dodge Cherokee   |
| 20 de marzo de 2005     | Mariano Altuna     | Chevrolet Chevy  |
| 6 de noviembre de 2005  | Rafael Verna       | Ford Falcon      |
| 19 de noviembre de 2006 | Norberto Fontana   | Dodge Cherokee   |
| 4 de noviembre de 2007  | Juan Manuel Silva  | Ford Falcon      |
| 9 de noviembre de 2008  | Juan Manuel Silva  | Ford Falcon      |
| 6 de diciembre de 2009  | Emanuel Moriatis   | Ford Falcon      |
| 14 de noviembre de 2010 | Matías Rossi       | Chevrolet Chevy  |
| 30 de octubre de 2011   | Omar Martínez      | Ford Falcon      |
| 2 de diciembre de 2012  | Mauro Giallombardo | Ford Falcon      |
| 12 de octubre de 2014   | Christian Ledesma  | Chevrolet Chevy  |
| 13 de diciembre de 2015 | Omar Martínez      | Ford Falcon      |
| 4 de diciembre de 2016  | José Manuel Urcera | Chevrolet Chevy  |
| 10 de diciembre de 2017 | Julián Santero     | Torino Cherokee  |
| 7 de noviembre de 2020  | Mariano Werner     | Ford Falcon      |
| 8 de noviembre de 2020  | Mariano Werner     | Ford Falcon      |
| 21 de febrero de 2021   | Agustín Canapino   | Chevrolet Chevy  |
| 1 de diciembre de 2024  | Diego Ciantini     | Chevrolet Camaro |

### Historial de marcas
| Automóvil        | Victorias |
| ---------------- | --------- |
| Ford Falcon      | 17        |
| Chevrolet Chevy  | 11        |
| Dodge Cherokee   | 4         |
| Torino Cherokee  | 1         |
| Chevrolet Camaro | 1         |

### TC Pick Up
| Fecha                    | Ganador            | Marca           |
| ------------------------ | ------------------ | --------------- |
| 23 de septiembre de 2018 | Guillermo Ortelli  | Nissan Frontier |
| 4 de noviembre de 2018   | Ernesto Bessone II | Toyota Hilux    |
| 25 de noviembre de 2018  | Christian Ledesma  | Toyota Hilux    |
| 17 de marzo de 2019      | Esteban Gini       | Toyota Hilux    |
| 28 de abril de 2019      | Juan Pablo Gianini | Ford Ranger     |
| 19 de mayo de 2019       | Valentín Aguirre   | Nissan Frontier |
| 30 de junio de 2019      | Juan Pablo Gianini | Ford Ranger     |
| 21 de julio de 2019      | Juan Manuel Silva  | Ford Ranger     |
| 15 de septiembre de 2019 | Juan Pablo Gianini | Ford Ranger     |
| 10 de noviembre de 2019  | Valentín Aguirre   | Nissan Frontier |
| 15 de diciembre de 2019  | Juan Pablo Gianini | Ford Ranger     |
| 1 de noviembre de 2020   | Mauricio Lambiris  | Ford Ranger     |
| 29 de noviembre de 2020  | Mariano Werner     | Toyota Hilux    |
| 29 de noviembre de 2020  | Mariano Werner     | Toyota Hilux    |
| 6 de diciembre de 2020   | Juan Pablo Gianini | Ford Ranger     |
| 21 de marzo de 2021      | Juan Pablo Gianini | Ford Ranger     |
| 11 de abril de 2021      | Mariano Werner     | Toyota Hilux    |
| 4 de junio de 2021       | Diego Ciantini     | Toyota Hilux    |

### Historial de marcas
| Automóvil       | Victorias |
| --------------- | --------- |
| Ford Ranger     | 8         |
| Toyota Hilux    | 7         |
| Nissan Frontier | 3         |
| Fiat Toro       | 0         |
| Chevrolet C 10  | 0         |

### TC 2000
| Fecha                  | Ganador                            | Marca          |
| ---------------------- | ---------------------------------- | -------------- |
| 8 de diciembre de 1996 | Omar Martínez                      | Renault 19     |
| 21 de agosto de 2011   | Mariano Werner - Esteban Guerrieri | Toyota Corolla |